# Stictospora
Stictospora is een monotypisch geslacht in de familie Stictidaceae. Het bevat alleen de soort Stictospora oleae.